# SLOW (LUNA SEA의 음반)
《SLOW》는 2005년 3월 28일에 발매된 LUNA SEA의 발라드 베스트 앨범이다.

## 개요
팬클럽 "SLAVE" 게시판에서 열린 "좋아하는 슬로우 넘버는?"이라는 설문투표 결과를 반영하여 선곡된 12곡이 수록되었으며, "BREATHE"의 뮤직비디오 가 수록된 DVD가 포함되어있다.

## 수록곡
- 전체 작사 ・ 작곡 ・ 편곡：LUNA SEA

1. Crazy About You
7집 앨범 「LUNACY」수록곡.
2. RAIN
3rd 싱글 「ROSIER」수록곡.
3. BREATHE
6집 앨범 「SHINE」수록곡.
4. UP TO YOU
6집 앨범 「SHINE」수록곡.
5. MOON
2집 앨범 「IMAGE」수록곡.
6. MOTHER
5th 싱글. 싱글 버전이 수록됨.
7. Ray
8th 싱글 「IN SILENCE」수록곡.
8. WITH LOVE
5집 앨범 「STYLE」수록곡.
9. I for You
11th 싱글.
10. gravity
12th 싱글.
11. FOREVER & EVER
5집「STYLE」수록곡.
12. LOVE SONG
14th 싱글.